# Ruisseau de la Goudronnerie
Le ruisseau de la Goudronnerie est un affluent de la rive est de la partie inférieure de la rivière du Gouffre, coulant dans le territoire de la ville de Baie-Saint-Paul, dans la municipalité régionale de comté de Charlevoix, dans la région administrative de la Capitale-Nationale, dans la province de Québec, au Canada.
La partie supérieure de cette vallée est desservie grâce au chemin Saint-Ours et au chemin Sainte-Catherine. La partie inférieure est desservie par le chemin Saint-Laurent. La sylviculture constitue la principale activité économique de cette vallée ; les activités récréotouristiques, en second.
La surface du ruisseau de la Goudronnerie est généralement gelée du début de décembre jusqu'au début de avril ; toutefois la circulation sécuritaire sur la glace se fait généralement de la mi-décembre jusqu'à la fin mars. Le niveau de l'eau de la rivière varie selon les saisons et les précipitations ; la crue printanière survient généralement en avril.

## Géographie
Le ruisseau de la Goudronnerie prend sa source d'un tout petit lac de montagne (altitude : 376 m) situé en zone forestière sur le versant nord-ouest du la Montagne des Orignaux (altitude : m) et de la Montagne Mascou (altitude : m). L'embouchure de ce petit lac est située à :
- 3,8 km à l'est de la route 138 ;
- 5,6 km au surd-est du centre du village de Belley ;
- 3,8 km au nord-est de l'embouchure du ruisseau de la Goudronnerie (confluence avec la rivière du Gouffre) ;
- 7,3 km au nord-est de la rive nord-ouest du fleuve Saint-Laurent ;
- 7,4 km au nord du centre-ville de Baie-Saint-Paul[2].

À partir de cette source, le cours du ruisseau de la Goudronnerie descend sur 5,5 km, avec une dénivellation de m, selon les segments suivants :
- 3,0 km vers le nord-ouest en dévalant la montagne, puis vers le sud-ouest, jusqu'à un ruisseau (venant du sud) ;
- 2,5 km vers l'ouest en dévalant la montagne, courbant vers le sud pour traversant un hameau dans la plaine de la rive est de la rivière du Gouffre, jusqu'à son embouchure[2].

Le ruisseau de la Goudronnerie se déverse dans une boucle de rivière sur la rive est de la rivière du Gouffre, dans la municipalité de Baie-Saint-Paul. Cette embouchure est située à :
- 0,19 km en aval de l'embouchure de la rivière Rémy laquelle coule sur la rive opposée ;
- 0,7 km à l'est de la route 138 ;
- 7,4 km au sud-est du centre du village de Saint-Urbain ;
- 5,8 km au nord-ouest du centre-ville de Baie-Saint-Paul[2].

À partir de l'embouchure du ruisseau de la Goudronnerie, le courant descend sur 22,4 km avec une dénivellation de 16 m en suivant le cours de la rivière du Gouffre laquelle se déverse à Baie-Saint-Paul dans le fleuve Saint-Laurent.

## Toponymie
Cette désignation toponymique date de la fin du XVIIe siècle. Ce toponyme évoque l'exploitation d'une goudronnerie royale à la baie Saint-Paul, aménagée en 1670. Projet réalisé par l'intendant Jean Talon (1625-1694), cette entreprise devait produire du goudron à partir de la résine de pin et favoriser ainsi la construction navale en Nouvelle-France. Ayant fait expulser les goudronniers en 1676 par l'intendant Duchesneau, monseigneur de Laval et le Séminaire de Québec tenteront par la suite d'exploiter cette entreprise, mais sans grand succès[réf. nécessaire].
Dans certains documents du milieu du XVIIIe siècle, ce cours d'eau est désigné "Ruisseau des Godronniers" et, sur la carte de Joseph Bouchette de 1831, celui de Rivière Ste-Croix. Deux variantes du nom officiel : Ruisseau des Godronniers est une variante que l'on trouve dans certains documents du milieu du XVIIIe siècle ; Rivière Sainte-Croix est une seconde variante historique que l'on trouve sur la carte de Joseph Bouchette de 1831.
Le toponyme « ruisseau de la Goudronnerie » a été officialisé le 17 août 1978 à la Banque des noms de lieux de la Commission de toponymie du Québec.